# Anatol Hłaz
Anatol Cichanowicz Hłaz (biał. Анатоль Ціхановіч Глаз, ros. Анатолий Тихонович Глаз, Anatolij Tichonowicz Głaz; ur. 8 listopada 1951 w Kołatyczach w rejonie hłuskim) – białoruski agronom ekonomista, działacz państwowy, uczony; w latach 2008–2012 deputowany do Izby Reprezentantów Zgromadzenia Narodowego Republiki Białorusi IV kadencji; kandydat nauk (odpowiednik polskiego stopnia doktora).

## Życiorys
Urodził się 8 listopada 1951 roku we wsi Kołatycze, w rejonie hłuskim obwodu mohylewskiego Białoruskiej SRR, ZSRR. Ukończył Białoruską Państwową Akademię Gospodarstwa Wiejskiego, uzyskując wykształcenie agronoma ekonomisty, a także Mińska Wyższą Szkołę Partyjną. Posiada stopień kandydata nauk (odpowiednik polskiego stopnia doktora), jest docentem. Pracę rozpoczął jako główny agronom kołchozu im. Czapajewa w rejonie hłuskim. Następnie pracował jako drugi i pierwszy sekretarz Hłuskiego Komitetu Rejonowego Komsomołu, drugi i pierwszy sekretarz Mohylewskiego Komitetu Obwodowego Komsomołu, przewodniczący komitetu wykonawczego Bobrujskiej Rejonowej Rady Deputowanych, pierwszy sekretarz Białynickiego Komitetu Rejonowego Komunistycznej Partii Białorusi w obwodzie mohylewskim, zastępca dyrektora generalnego ds. kadr i zamieszkania, zastępca dyrektora generalnego ds. komercyjnych Zjednoczenia Ludowego „Bobrujskmiebiel”, przewodniczący Bobrujskiego Rejonowego Komitetu Wykonawczego, zastępca przewodniczącego Mohylewskiego Obwodowego Komitetu Wykonawczego. Pełni funkcję przewodniczącego Mohylewskiego Obwodowego Oddziału Republikańskiego Zjednoczenia Społecznego „Białoruska Fundacja Dziecięca”.
27 października 2008 roku został deputowanym do Izby Reprezentantów Białorusi IV kadencji z Bobrujskiego Wiejskiego Okręgu Wyborczego Nr 80. Pełnił w niej funkcję zastępcy przewodniczącego Stałej Komisji ds. Praw Człowieka, Stosunków Narodowościowych i Środków Masowego Przekazu. Od 13 listopada 2008 roku był członkiem Narodowej Grupy Republiki Białorusi w Unii Międzyparlamentarnej. Jego kadencja w Izbie Reprezentantów zakończyła się 18 października 2012 roku.

## Odznaczenia
- Order Franciszka Skaryny;
- Medal „Za pracowniczą dzielność” (ZSRR);
- Medal „Za Dzielność w Walce” (Federacja Rosyjska, niepaństwowy);
- Order Świętego Błogosławionego carewicza Dymitra (Rosyjski Kościół Prawosławny)[1].

## Życie prywatne
Anatol Hłaz jest żonaty, ma córkę, syna i wnuczkę.